# Jules Chéret

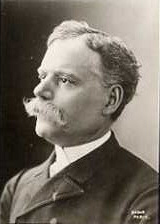
Jules Chéret

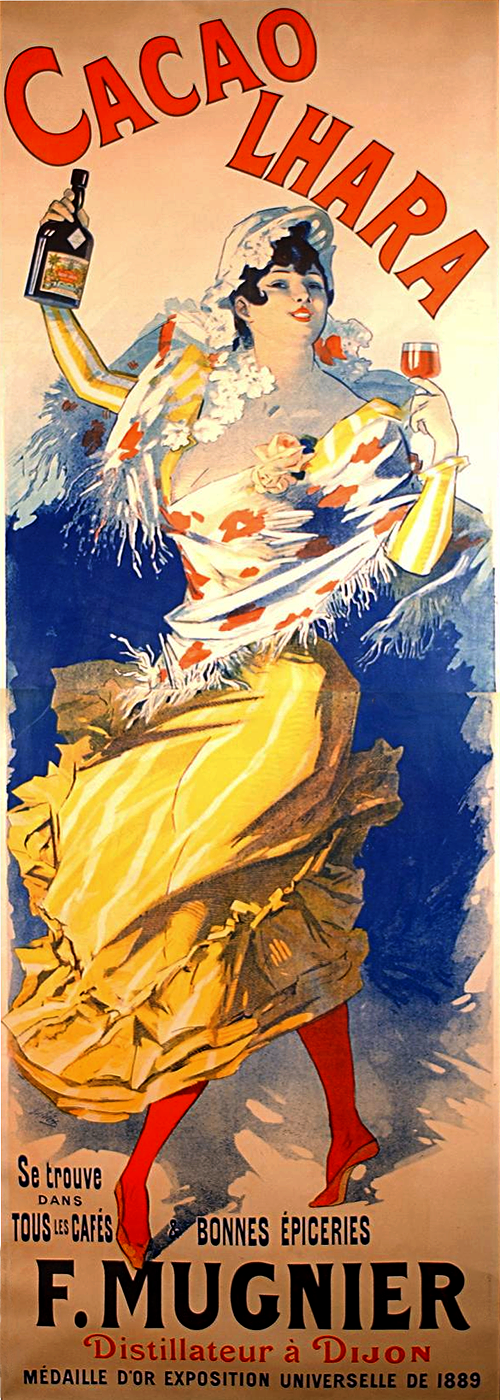
Reclameposter voor cacaodrankje

Jules Chéret (Parijs, 31 mei 1836 – Nice, 23 september 1932) was een Franse schilder en tekenaar. Door zijn baanbrekende pionierswerk in de ontwikkeling van de lithografische affiche wordt hij wel De Meester van Het Affiche genoemd.

## Eerste jaren
Chéret werd in Parijs geboren in een familie van arme handwerklieden en kreeg daardoor een gebrekkige opvoeding. Als dertienjarige begon hij zijn loopbaan van drie jaar bij een lithografische inrichting en daarna volgde hij een cursus bij de École Nationale de Dessin. Daarna ontwikkelde hij zich onder invloed van Jean-Honoré Fragonard en andere rococo-artiesten zoals onder andere Antoine Watteau. 

## Revolutionaire affiches
Chéret ging affiches maken voor cabarets, music halls, en theaters zoals Théâtre de l'Eldorado, het Paris Olympia, de Folies Bergères, Théâtre de l'Opera, het Alcazar d'Ete en de Moulin Rouge. Hij heeft in zijn loopbaan meer dan duizend affiches ontworpen die opvallen door hun spectaculair gebruik van kleur. Zijn allereerste verscheen in 1858 en hij gaf het affiche meteen een revolutionair nieuw uiterlijk: een minimale hoeveelheid tekst in een illustratie met een maximale zeggingskracht. Zo begreep ook een ongeletterd publiek zonder problemen de boodschap. 

## Vader van de Vrouwenemancipatie
Chéret werd niet alleen De Meester van het Affiche genoemd, maar in sommige kringen ook De Vader van de Vrouwenemancipatie. De vrouwen die in de tweede helft van de negentiende eeuw werden afgebeeld op de Franse straataffiches waren óf stramme puriteinen of prostituees. Op de Chérets (zoals de affiches van Jules in de volksmond werden genoemd) waren ze geen van beide. De kunstenaar gaf zo indirect het groene licht aan een voor vrouwen minder benepen publieke sfeer. Roken in het openbaar bijvoorbeeld, een groot taboe in die dagen voor vrouwen, was niet langer uit den boze.

## Nationale onderscheiding
Jules Chéret ontving in 1890 het Legioen van Eer voor zijn bijzondere bijdragen aan de grafische kunst. Vijf jaar nadien, in 1895, stelde hij de beroemde kunst-serie Les Maitres de l'Affiche met reproducties van het werk van Parijse en andere kunstenaars waaronder Charles Gesmar en Henri de Toulouse-Lautrec samen. Het werk werd gedrukt in zijn eigen drukkerij aan de Rue Bergere 20 in Parijs.
Les Maîtres de l'Affiche is de verzamelnaam van een reeks van 256 gekleurde lithografische affiches die tussen 1895 en 1900 zijn verschenen. Werk van 97 kunstenaars werd opgenomen waaronder Chéret de kroon spande met opname in de reeks van 67 van zijn litho's. De reproducties werden in pakjes van vier stuks iedere maand afgeleverd aan de afnemers en in 16 afleveringen was een extra bonus van een speciaal ontworpen affiche. De reeks is later ook nog in een boek uitgegeven. Deze zeer succesvolle reproducties en het boek zijn over de gehele wereld zeer in trek bij affiche-verzamelaars. 
Zijn oude dag bracht Chéret door in Nice waar ook het Musée des Beaux Art Jules Chéret gevestigd is.